# Фелитто
Фели́тто (итал. Felitto) — коммуна в Италии, располагается в регионе Кампания, в провинции Салерно.
Население составляет 1390 человек (2008 г.), плотность населения составляет 34 чел./км². Занимает площадь 41 км². Почтовый индекс — 84055. Телефонный код — 0828.
Покровителем коммуны почитается святой Вит, празднование 15 июня.

## Демография
Динамика населения:

## Администрация коммуны
- Официальный сайт: http://www.comune.felitto.sa.it Архивная копия от 11 октября 2006 на Wayback Machine